# West Clyne
West Clyne is een dorp ongeveer 1 kilometer ten noordwesten van Brora in de Schotse lieutenancy Sutherland in het raadsgebied Highland.